# Cleopatra Hrșanovschi
Cleopatra Hrșanovschi (n. 1861, Chișinău, Imperiul Rus – d. 15 martie 1939, Chișinău, România) a fost o cântăreață de lied (soprană), compozitoare și profesoară din Basarabia.
A studiat la Conservatorul din Moscova⁠(d) în anii 1882–1886, având-o ca profesoară de canto pe Natalia Irețkaia⁠(d).
Era membră a Societății Compozitorilor Români. În 1902, a organizat și condus Școala Particulară de Muzică „Clasa cântului individual” din Chișinău. A compus creații scenice, păstrate la Conservatorul „Unirea” din Chișinău, care au fost distrise în urma bombardamentului din 15 iulie 1941. A fost prima femeie compozitor din Basarabia și una din primele profesoare din învățământul privat, educând talente precum: Elena Măcărescu-Șeidenvald, Petre Nică, Iosif Binder, Ana wexler, Ida Cornfeld ș.a.